# The Wizarding World of Harry Potter (Universal Orlando Resort)
Магьосническият свят на Хари Потър (на английски: The Wizarding World of Harry Potter) е увеселителен парк, който е част от „Universal Orlando Resort“. Намира се в гр. Орландо, щата Флорида, САЩ.
Паркът, простиращ се на 20 акра земя, отваря врати на 18 юни 2010 г. Строителството на атракционите започва две и половина години по-рано.
Посетителите могат да се насладят на удивителния свят на магиите. Атракционите са: училището за магия и вълшебство „Хогуортс“, селото Хогсмийд, ездата на хипогриф, драконите и влакът Хогуортс Експрес.
В центъра на атракциите в парка е замъкът Хогуортс, където посетителите могат да потеглят на „забранените пътешествия“ по книгите на Джоан Роулинг и на филмите за момчето с магьоснически способности.
Освен това те могат да опитат маслена бира и сок от тиква в ресторанта „Трите метли“, да си починат в Соварника, да изпробват магически пръчки в магазина на господин Оливандър и да изпратят писмо с оригинална марка от Хогсмийд.